# Піт Саломонс
Піт Саломонс (нід. Piet Salomons, 14 липня 1924 — 8 жовтня 1948) — нідерландський ватерполіст.
Бронзовий призер Олімпійських Ігор 1948 року.